# Henrik Johan von Knorring
Henrik Johan von Knorring, född 1683 i Ingermanland, död 16 september 1752 på Lyttskär i Ulvsby socken, var en svensk militär.
Henrik Johan von Knorring var son till överste Frans Knorring och Anna Catharina Cronman. Han blev volontär vid garnisonsregementet i Narva 1699, underofficer vid Otto Vellingks ingermanländska infanteriregemente 1700, löjtnant vid Viborgs läns fördubblingsinfanteriregemente 1701 och kapten vid Nylands fördubblingsinfanteriregemente 1708. von Knorring blev kapten vid Nylands ordinarie infanteriregemente 1709, major där 1714, generaladjutant vid  armén i Jämtland 1718 och erhöll 1721 kaptens indelning vid Österbottens regemente. Han blev 1734 major vid Österbottens regemente, överstelöjtnant 1739 och var överste och chef för Björneborgs läns infanteriregemente 1741–1749. von Knorring blev riddare av Svärdsorden 1748.